# Киріакос Гіаннопулос
Киріакос Гіаннопулос (17 квітня 1959) — грецький ватерполіст.
Учасник Олімпійських Ігор 1980, 1984, 1988, 1992 років.
Бронзовий призер Середземноморських ігор 1991, 1993 років.